# Andhrimnir
Andhrimnir segundo a mitologia nórdica, é o cozinheiro dos deuses Æsir. Andhrimnir cozinhava no caldeirão gigante e mágico Eldhrímnir, o javali Sæhrímnir, que todos os dias era ressuscitado e novamente cozinhado para os Ases e os guerreiros mortos, os Einherjar, comerem, em Valhalla. Era também Andhrimnir que preparava o hidromel para os deuses Æsir beberem, a partir do leite da cabra Heiðrún.
A existência de Andhrimnir é comprovada nas fontes antigas, sendo referido no Gylfaginning da Edda em prosa e na Edda poética.